# Georg Friedrich Händel
Georg Friedrich Händel (født 23. februar 1685 i Halle i Tyskland, død 14. april 1759 i London i England) var en tysk-engelsk komponist i barokken. Han er kendt for sine operaer, oratorier og koncerter. Händel blev født samme år som Johann Sebastian Bach og Domenico Scarlatti. Han studerede musik i Italien, før han slog sig ned i London og fik britisk statsborgerskab. Hans værker omfatter bl.a. Messias, Water Music og Music for the Royal Fireworks. Han var inspireret af de store italienske barokkomponister og af den engelske komponist Henry Purcell. Mange komponister har kendt og er blevet inspireret af Händels musik: Haydn, Mozart og Beethoven.

## De tidlige år
Händel blev født i 1685 i Halle i hertugdømmet Magdeburg i Brandenburg-Preussen. Forældrene var Georg og Dorothea (født Taust) Händel.. Faderen, der var 63, da sønnen blev født, var en fremragende kirurg, som tjente ved hoffet i Sachsen-Weissenfels og markgrevskabet i Brandenburg. John Mainwaring, Händels første biograf, fortalte, at Händel havde en så stærk musikalsk tilbøjelighed, at faderen havde grund til bekymring. Han ville have sønnen til at studere civilret og forbød ham at spille, men Händel fik et lille klavichord op på et værelse på øverste etage i huset. Her kunne Händel musicere, når familien sov. Händel blev i en tidlig alder habil på cembalo og orgel. En dag tog Händel med sin far på en tur til Weissenfels for at besøge Händels halvbror, Carl, eller hans nevø, Georg Christian, der var kammertjener for Johan Adolf I, hertug af Sachsen-Weissenfels. Ifølge overleveringen tiltrak den unge Händel sig hertugens opmærksomhed ved at spille på kirkens orgel. Ved hertugens mellemkomst gav Händels far sønnen lov til få timer i komposition og klaverspil af Friedrich Wilhelm Zachow, der var organist ved den lutheranske Marienkirche. Händel blev sat ind i harmonilære og musikalsk stil, og han lærte at analysere partiturer og afskrive noder. Nogle gange fik han lov til at spille i stedet for sin lærer ved gudstjenesterne. I 1698 spillede Händel for Frederik I af Preussen og mødte Giovanni Bononcini i Berlin. I 1701 kom Georg Philipp Telemann til Halle for at lytte til den lovende unge mand.

## Fra Halle til Italien
I 1702 begyndte Händel efter sin fars ønsker at studere jura ved universitetet i Halle, men det lykkedes ham også at få en stilling som organist ved den den protestantiske katedral. Da Händel efter et år synes at være meget utilfreds med sin stilling, flyttede han til Hamborg, hvor han var blevet tilbudt en stilling som violinist og cemballist i operahusets orkester. Der mødte han Johann Mattheson, Christoph Graupner og Reinhard Keiser. Hans første to operaer, Almira og Nero, blev opført i 1705. Han komponerede yderligere to operaer, Daphne og Florindo, i 1708. Det er uklart, om Händel selv har dirigeret disse forestillinger på Oper am Gänsemarkt.
Ifølge Mainwaring rejste Händel i 1706 til Italien efter invitation af Ferdinando de' Medici, men Mainwaring tog fejl, da det var Gian Gastone de' Medici, som Händel havde mødt i 1703-1704 i Hamborg, der inviterede. Ferdinando, for hvem det var lykkedes at gøre Firenze til Italiens musikalske hovedstad ved at tiltrække førende talenter, havde en stærk interesse i opera. I byen mødte Händel librettisten Antonio Salvi, som han kom til at samarbejde med. Efter rygtet havde Händel en affære med sangerinden Vittoria Tarquini. Händel tog til Rom, hvor han, da opera midlertidigt var bandlyst i pavestaten, komponerede gejstlig musik for romerske præster; den berømte Dixit Dominus fra 1707 er fra den tid. Han komponerede desuden mange kantater i den pastorale stil til de musikalske sammenkomster på kardinalerne Pietro Ottoboni, Benedetto Pamphili og Carlo Colonnas palads. To oratorier, La Resurrezione og Il Trionfo del Tempo blev komponeret til privat opførelse for Francesco Maria Ruspoli i 1709 og Ottoboni i 1710. Rodrigo hans første umodne forsøg på en opera i gennemført italiensk stil blev opført på Teatro del Cocomero i Firenze i 1707. Agrippina blev produceret i 1709 på Teatro San Giovanni Grisostomo, det smukkeste af Venedigs teatre, ejet af Grimani-familien. Operaen til en libretto af kardinal Vincenzo Grimani spillede 27 gange. det var uhørt. Værket viste Händels voksende musikalske modenhed og etablerede Händels ry som operakomponist. Publikum, der var slået af Händels sublime og storladne stil, kaldte under applausen på "Il caro Sassone" ("den kære sachser").

## Händel i London
I 1710 blev Händel udnævnt til kapelmester hos Georg, kurfyrsten af Hannover, som blev konge over Storbritannien som Georg I i 1714. Han besøgte Anna Maria Luisa de' Medici og hendes mand i Düsseldorf på vejen til London i 1710. Med operaen Rinaldo, der byggede på La Gerusalemme Liberata, fik Händel stor succes, omend det, som Dean og Knapp fremhæver, er svært at forstå, hvorfor han stjal fra ældre italienske værker, med mindre han havde travlt med noget andet. Dette værk indeholder en af Händels favoritarier, Cara sposa, amante cara. I 1712 besluttede Händel sig for at bosætte sig permanent i England. Han modtog en årlig løn på £200 af dronning Anne, efter at han til hende havde komponeret Utrecht te Deum, der blev uropført i 1713.
En af Händels mest betydningsfulde mæcener var den unge og rige tredje jarl af Burlington, Richard Boyle, der tidligt viste Händels værker interesse. Til ham skrev Händel Amadigi di Gaula, en usædvanlig opera, der havde Nicolo Grimaldi på rollelisten, og som ikke var skrevet for stemmer, der var dybere end altstemmen. I juli 1717 blev Händels Water Music opført mere end tre gange på Themsen for kongen og hans gæster, herunder hertuginden af Bolton, Anne Vaughan, grevinde Henrietta Godolphin, grevinden af Darlington, Sophia von Kielmansegg og den første jarl af Orkney George Douglas-Hamilton. Bådene, der var på vej til Chelsea eller Lambeth, og som forlod festen efter midnat, sejlede med tidevandet. Kompositionen skabte et godt forhold mellem kongen og Händel.

### Cannons (1717-1718)
Händel brugte det meste af sin fritid som huskomponist i Cannons i Middlesex og lagde grundstenen til sine fremtidige kompositioner for kor med de tolv Chandos-hymner til James Brydges, den første hertug af Chandos. Romain Rolland har hævdet, at disse hymner var lige så vigtige for Händels virksomhed som komponist af oratorier, som kantaterne var det i relation til operaerne. Rolland satte desuden værket Acis and Galatea meget højt, ligesom Winton Dean, der han skrev, at musikken gjorde en åndeløs. I Händels egen levetid var dette værk hans mest opførte.
Händel var en heldig investor: Han satte penge i South Sea Company, da priserne på aktier var nede i 1716, og solgte igen inden 1720, hvor boblen brast, og South Sea gik ned i et af de største sammenbrud i finanshistorien.

### Royal Academy of Music (1719-1734)
I maj 1719 bad hertugen af Newcastle, Lord Chamberlain Thomas Pelham-Holles, Händel om at lede efter nye sangere. Han rejste til Dresden, hvor han besøgte den nybyggede opera og så Teofane af Antonio Lotti. Her fik han engageret et sangerhold til Royal Academy of Music. Händel kan have inviteret John Schmidt, der var Händels medstuderende i Halle, og hans søn Johann Christoph Schmidt til at arbejde for sig som hhv. sekretær og amanuensis. I 1723 eller før flyttede han ind i et nyt hus i Brook Street, som han lejede resten af livet. Huset, hvor han øvede sig, kopierede musik og solgte billetter, huser nu Handel House Museum. I 1724 og 1725 skrev Händel flere enestående og succesrige operaer: Giulio Cesare in Egitto, Tamerlano og Rodelinda der indeholder mange af de da capo-arier, som har gjort Händel berømt som fx Svegliatevi nel core. Efter at have komponeret Silete venti koncentrerede han sig om opera og holdt inde med kantaterne. Scipio, hvorfra de britiske Grenadier Guards' langsomme regimentsmarch stammer, blev opført, mens han ventede på lejlighed til at skrive værker for Faustina Bordoni.
I 1727 modtog Händel en bestilling på fire hymner til kroningsceremonien for kong George II. En af dem, Zadok the Priest, er siden spillet ved alle britiske kroninger.
I 1729 blev Händel leder af King's Theatre sammen med John James Heidegger. Händel rejste til Italien for at ansætte syv nye sangere. Han komponerede syv nye operaer, men publikum kom ikke så meget for Händels kompositioner som for at høre sangstjernerne. Efter at han havde skrevet de to engelske oratorier Esther og Deborah, der begge blev publikumssucceser, kunne han investere i South Sea Company igen. Han omarbejdede sin Acis and Galathea, der blev hans mest succesrige værk i hans levetid. Med en lang række forestillinger kunne Händel tage konkurrencen op med Opera of the Nobility, der kunne mønstre musikere som Johann Adolf Hasse, Nicolo Porpora og den berømte kastratsanger Farinelli. Da dette teater fik støtte fra prins Frederick af Wales, var der lagt op til konflikt med den kongelige familie. Det kan have været grunden til, at Händel i marts 1734 dirigerede opførelsen af bryllupshymnen This is the day which the Lord hath made og serenaden Parnasso in Festa til Anne af Hannover.

### Opera i Covent Garden (1734-1741)
I 1733 modtog jarlen af Essex William Capell et brev med sætningen: "Handel became so arbitrary a prince, that the Town murmurs". De største investorer forventede, at Händel ville trække sig ud af byens teaterliv ved kontraktens udløb, men Händel så sig straks om efter et andet teater. I samarbejde med John Rich grundlagde han sit tredje kompagni på Covent Garden Theatre. Rich var kendt for sine spektakulære produktioner. I 1735 indlagde Händel orgelkoncerter mellem akterne. Ariodante fra 1735 var økonomisk set en fiasko, selv om han benyttede balletsuiter som afslutning på hvert akt. Alexander's Feast til en tekst af John Dryden havde Anna Maria Strada del Pò og John Beard i hovedpartierne.
I april 1737 fik han et slagtilfælde, der lammede hans højre arm, så han hverken kunne dirigere eller spille. Ingen havde regnet med, at han ville komme sig, men hvad årsagen til sygdommen end var, blev han hurtigt rask igen. Medvirkende hertil var en rejse Händel havde foretaget til Aachen i Tyskland. I løbet af seks uger tog han varme bade og endte med at kunne spille orgel for et overrasket publikum. Deidamia, der var Händels sidste opera og eneste barokopera uden accompagnato, blev opført tre gange. Efter at have opgivet teatret i 1741 helligede Händel sig arbejdet med oratorier, orgelkoncerter og concerti grossi.

### De sidste år
Hans Messias, der blev skrevet på blot 23 dage, blev opført i New Music Hall i Fishamble Street i Dublin den 13. april 1742 med 26 drenge og fem mænd fra korene ved St. Patrick's Cathedral og Christ Church.
I 1749 skrev han Music for the Royal Fireworks; 12.000 overværede angiveligt begivenheden.
I 1750 arrangerede Händel en velgørenhedsopførelse af Messias for Foundling Hospital. Opførelsen blev fulgt af årlige koncerter i resten af Händels liv, og til gengæld blev Händel udnævnt til "governor" på hospitalet. Han testamenterede et eksemplar af Messias til institutionen ved sin død. Hans engagement i dette hospital bevidnes i dag af en permanent udstilling i Foundling Museum i London. Händel bidrog i øvrigt også til en velgørenhedsinstitution, der skulle hjælpe fattige musikere og deres familier. I sommeren 1741 inviterede hertugen af Devonshire Händel til Dublin for at give en koncert til benefice for de lokale hospitaler.
I august 1750 kom Händel på vej tilbage til London fra Tyskland alvorligt til skade i en vognulykke mellem Haag og Haarlem i Nederlandene. I 1751 begyndte hans syn på det ene øje at svigte; årsagen var grå stær; han blev opereret af Chevalier Taylor, men fik årehindebetændelse og mistede synet. Jephtha blev uropført den 26. februar 1752; selv om det var hans sidste oratorium, var det ikke et mindre mesterværk end hans tidligere værker. Han døde otte år senere i 1759 i London i en alder af 74 år. Mere end 3.000 sørgende mødte op, da han fik en statsbegravelse fra Westminster Abbey.
Händel var aldrig gift og var diskret i sit privatliv. Han efterlod sig en betragtelig arv på £20.000. Han testamenterede størstedelen til en niece i Tyskland, omend andre familiemedlemmer, husholdersker, tjenere, venner og velgørenhedsorganisationer også blev betænkt.

## Værker
Händel komponerede 42 operaer, 29 oratorier, mere end 120 kantater, trioer og duetter, adskillige arier, kammermusikalske stykker, et stort antal økumeniske værker, oder og serenader samt 16 concerti for orgel. Hans mest berømte værk, oratoriet Messias med Halleluja-koret er blandt de mest populære værker for kor og er blevet en juleklassiker, selv om påsken er lige så nærliggende.
Blandt de værker, der opnåede stor udbredelse i Händels egen tid, er orgelkoncerterne nr. 4 og 7 lige som den 3. og 6. af hans concerti grossi. Endelig kan hans seksten cembalosuiter, særligt The Harmonious Blacksmith, fremhæves.
Händel indførte brugen af tidligere ualmindelige musikinstrumenter i sine værker: viola d'amore og violetta marina (i Orlando), lut (i Ode for St. Cecilia's Day), basun (i Saul), klarinet eller kornet (i Tamerlano), theorbe, valdhorn (i Water Music), lyrichord, kontrafagot, viola da gamba, klokkespil, positiv og harpe (i Giulio Cesare in Egitto og Alexander's Feast).
Händels værker er katalogiseret i Händel-Werke-Verzeichnis og anføres ofte med et HWV-nummer. Messias har fx nummer HWV 56.

## Arv
Efter Händels død gled hans italienske operaer ud i glemslen med undtagelse af fx arien Ombra mai fù fra operaen Serse. Gennem det 19. århundrede og første halvdel af det 20. hvilede Händels ry primært på hans engelske oratorier, særligt i engelsktalende lande, hvor de ofte blev opført med store kor af amatørsangere ved højtider. Disse oratorier omfatter Esther (1718), Athalia (1733), Saul (1739), Israel in Egypt (1739), Messias (1742), Samson (1743), Judas Maccabaeus (1747), Solomon (1748) og Jephtha (1752). De bedste oratorier er baseret på libretti af Charles Jennens.
Med den genopståede interesse for barokmusik omkring 1950 er der kommet fokus på musikken, som den oprindelig lød. Derfor vælger orkestre instrumenter, der er lavet på samme tid som værket, ligesom det er blevet normalt at lade kontratenorer synge kastratrollerne i stedet for sopraner, som normalt. Interessen omfatter også Händels italienske operaer, hvoraf mange nu er blevet indspillet og bliver opført på operascener. Af de operaer, han skrev mellem 1705 og 1738, kan Agrippina (1709), Rinaldo (1711, 1731), Orlando (1733), Ariodante (1735), Alcina (1735) og Serse (eller Xerxes, 1738) særligt nævnes. De opføres regelmæssigt i operahuse og i koncertsale. Værkerne Giulio Cesare in Egitto (1724), Tamerlano (1724) og Rodelinda (1725) er også kendte operaer af Händel.
De senere årtier har fået fornyet interesse for sekulære kantater og 'sekulære oratorier' eller 'koncertoperaer'. Af kantaterne er Ode for St. Cecilia's Day (1739) til en libretto af John Dryden og Ode for the Birthday of Queen Anne (1713). Til de sekulære oratorier hentede Händel inspiration i den klassiske mytologi og producerede værker som Acis and Galatea (1719), Hercules (1745) og Semele (1744). Den musikalske stil i tekstgrundlaget i disse værker er tæt forbundne med de egentlige oratorier, men de besidder også nogle af de lyriske og dramatiske kvaliteter, som kendetegner Händels italienske operaer. De bliver ofte opført på scenen af små kammerensembler. Med genopdagelsen af Händels teaterværker anerkendes han nu ikke blot som en stor instrumentalist, orkesterkomponist og melodiker, men også som en af af de største operakomponister.
Händel anerkendes alment af sine komponistkollegaer. Bach forsøgte uden held at få et møde med Händel i stand, da han besøgte Halle. Mozart skal have sagt, at Händel var dygtigere end nogen anden til at opnå en musikalsk effekt., mens Beethoven mente, at Händel var den største komponist, der nogensinde havde levet. Beethoven lagde frem for alt vægt på den effekt, Händel gennem sin musik kunne opnå med ganske enkle midler.
Efter Händels død har mange komponister skrevet værker, der er baserede på eller inspirerede af hans musik: første sats i Louis Spohrs sjette symfoni, op. 116, kaldet "The Age of Bach and Handel" lyder som to af melodierne fra Händels Messias. I 1796 udgav Beethoven "Zwölf Variationen über ein Thema aus Händels Oratorium Judas Maccabäus" i G-dur. Guitarvirtuosen Mauro Giuliani komponerede sine "Variazioni su un tema di Händel", op. 107, for guitar efter Händels Suite No. 5 i E-dur, HWV 430, for cembalo. I 1862 skrev Johannes Brahms "Variationen über ein Thema von Händel", op. 24, efter et tema fra Händels anden suite for cembalo. Værket blev et af Brahms' mest populære, der endda fik ros af Richard Wagner. Adskillige af den franske komponist Félix-Alexandre Guilmants værker benytter temaer fra Händel, fx hans Marche religieuse en fa majeur sur «Lift up Your Heads» de Haendel for orgel, der bygger på et tema fra Messias. Den franske komponist og fløjtenist Philippe Gaubert skrev sin Petite marche for fløjte og klaver med Händels Trio Sonate, Op. 5, No. 2, HWV 397 som grundlag. Den argentinske komponist Luis Gianneo komponerede Variations on a Theme by Handel for klaver. I 1911 skrev den australske komponist og pianist Percy Grainger et af sine mest berømte værker med udgangspunkt i den afsluttende sats i Händels Suite No. 5 i E-dur – som Giuliani også havde gjort det. Han skrev endvidere nogle variationer over temaet, som han gav titlen: Variations on Handel's ‘The Harmonious Blacksmith’. Han brugte endvidere de første 16 takter fra variationerne til Handel in the Strand, som er et af hans mest elskede stykker, og som han har lavet flere udgaver af, fx en version for soloklaver fra 1930. Arnold Schöbergs "Concerto for String Quartet and Orchestra in B flat major" (1933) er komponeret efter Händels concerto grosso, op. 6/7.
Händel erindres som musiker i den lutheranske kirkes helgenkalender den 28. juli sammen med Johann Sebastian Bach og Heinrich Schütz.
Händels værker er redigeret af Samuel Arnold og udgivet i 40 bind (London, 1787-1797) og af Friedrich Chrysander for det tyske Händel-Gesellschaft i 100 bind (Leipzig, 1858-1902).
Händel begyndte at benytte stavemåden "George Frideric Handel", da han fik britisk statsborgerskab, og denne stavemåde er nu fremherskende i engelsktalende lande, mens han kendes som "Georg Friedrich Händel" i Tyskland og andre steder, herunder Danmark. Franskmænd skriver dog "Haendel", hvilket kan skabe forvirring i forhold til den slovenske komponist, Handl, der også kendes under navnet Jacobus Gallus.

## Partiturer og indspilninger
- The Mutopia Project tilbyder gratis download af partiturer og MIDI-filer fra nogle af Händels værker.
- Værker af George Frideric Handel i Werner Icking Music Archive
- Handel cylinder recordings fra Cylinder Preservation and Digitization Project ved biblioteket på University of California, Santa Barbara.
- Kunst der Fuge: Händel på MIDI-filer
- Creative Commons-indspilninger af Water Music, orgelkoncert op. 4, Tamerlano m.v.

## Primære kilder
- Handel Reference Database (under udarbejdelse)